# Бланка Бретонская
Бланка Бретонская или Бланка де Дрё (фр. Blanche de Dreux; 1271—1327) — дочь герцога Бретани Жана II и его супруги Беатрисы Английской. Внучка короля Англии Генриха III по материнской линии.
В июле 1280 года Бланка вышла замуж за Филиппа д’Артуа, сеньора Конша (1269 — 11 сентября 1298). Дети:
- Маргарита (1285—1311); муж: с 1301 Людовик Французский (1276—1319), граф д’Эврё;
- Роберт III д'Артуа (1287—1342), граф де Бомон-ле-Роже;
- Изабелла (1288 — 12 ноября 1344), монахиня в Пуасси;
- Жанна (1289— после 24 марта 1350); муж: с 1301 Гастон I (1289—1315), граф де Фуа;
- Мария (1291 — 22 января 1365), дама де Мерод; муж: с 1309 Жан I Намюрский (1267—1330), граф Намюра;
- Екатерина[2] (ок. 1296—1368); муж: с 1320 Жан II де Понтье (ум. 16 января 1340), граф де Понтье и д’Омаль

Бланка умерла 19 марта 1327 года и была погребена в ныне не существующей якобинской церкви в Париже.